# Edward Fox
Edward Charles Morrice Fox (Chelsea, 13 april 1937) is een Britse toneel-, film- en televisieacteur. Hij wordt vaak getypeerd als een klassieke Brit uit de hogere klasse, een aspect dat hij op het toneel doorvoert met typische gentleman-rollen, maar hij is veelzijdiger. Hij staat bekend om zijn kieskeurigheid bij het aannemen van rollen.

## Biografie
Fox werd geboren in Chelsea, Londen, als de zoon van theateragent Robin Fox en actrice Angela Worthington. Hij zat op Harrow School en was luitenant bij de Coldstream Guards. Hij maakte in 1958 zijn theaterdebuut en was in 1963 voor het eerst in een film te zien. Eind jaren 60 en begin jaren 70 had hij rollen in Britse films als Oh! What a Lovely War (1969), Battle of Britain (1969) en The Go-Between (1970) en brak door bij het grote publiek met zijn hoofdrol als huurmoordenaar en scherpschutter in The Day of the Jackal uit 1973.
Vanaf dat moment werd hij voor meer films gevraagd, waaronder A Bridge Too Far (1977) en Force 10 from Navarone (1978), met Robert Shaw en Harrison Ford. In 1982 had Fox in de film Gandhi de rol van brigadier-generaal Reginald Dyer, verantwoordelijk voor de Slachting van Amritsar in India. Daarna verscheen hij als M in de onofficiële James Bondfilm Never Say Never Again, en met Laurence Olivier in The Bounty (1984) en Wild Geese II (1985).
In 2002 was hij te zien in The Importance of Being Earnest en Nicholas Nickleby, en in 2004 in Stage Beauty.
In 2003 werd de OBE aan hem toegekend.

## Persoonlijk
Hij is de oudere broer van acteur James Fox en filmproducent Robert Fox. Ook is hij aan zijn vaderszijde halfbroer van acteur Daniel Chatto, die getrouwd is met Sarah Armstrong-Jones. De vader van zijn moeder was dramaturg Frederick Lonsdale.
Fox was van 1958 tot 1961 getrouwd met de actrice Tracy Reed. Met haar kreeg hij een dochter. In 1971 kreeg hij een relatie met actrice Joanna David en zij trouwden in 2004. Samen met haar kreeg hij nog twee kinderen , de actrice Emilia Fox en de acteur Freddie Fox.

## Filmografie (selectie)
- 1969 - Battle of Britain - Pilot Officer Archie
- 1970 - The Go-Between - Hugh Trimingham
- 1973 - The Day of the Jackal - The Jackal
- 1977 - A Bridge Too Far - Lt. Gen. Brian G. Horrocks
- 1977 - The Duellists - Kolonel
- 1977 - Soldaat van Oranje - Kolonel Rafelli
- 1978 - Force 10 from Navarone - SSgt. Dusty Miller
- 1979 - The Cat and the Canary - Hendricks
- 1980 - The Mirror Crack'd - Inspecteur Dermot Craddock
- 1982 - Gandhi - Generaal Reginald Dyer
- 1983 - Never Say Never Again - M
- 1983 - The Dresser - Oxenby
- 1984 - The Bounty - Kapitein Greetham
- 1985 - Wild Geese II - Alex Faulkner
- 1986 - Shaka Zulu - Lt. Francis Farewell
- 1989 - Return from the River Kwai - Majoor Benford
- 1991 - Robin Hood - Prins John
- 1998 - Lost in Space - Zakenman
- 2001 - All the Queen's Men - Aitken
- 2002 - The Importance of Being Earnest - Lane, Algy's Butler
- 2002 - Nicholas Nickleby - Sir Mulberry Hawk
- 2004 - Stage Beauty - Sir Edward Hyde
- 2005 - Lassie - Hulton
- 2007 - Oliver Twist - Mr Brownlow
- 2010 - Miss Marple: The Secret of Chimneys - Lord Caterham
- 2013 - National Theatre Live: The Audience - Winston Churchill
- 2014 - Katherine of Alexandria - Emperor Constantius
- 2018 - Johnny English Strikes Again (2018) - Agent Nine